# Logania damis
Logania damis är en fjärilsart som beskrevs av Hans Fruhstorfer 1914. Logania damis ingår i släktet Logania och familjen juvelvingar. Inga underarter finns listade i Catalogue of Life.